# Élections législatives luxembourgeoises de 2004
Les élections législatives de 2004 (en luxembourgeois : Chamberwale vum 13. Juni 2004 et en allemand : Kammerwahl vom 13. Juni 2004) ont eu lieu le 13 juin 2004 afin de désigner les soixante députés de la législature 2004-2009 de la Chambre des députés du Luxembourg.
La Gauche (Lénk) et le Parti communiste luxembourgeois (KPL) ont perdu leur unique siège, en partie à cause d'absence d'une liste commune. Le Parti démocratique (DP) qui était devenu second parti dans la dernière coalition gouvernementale de 1999 a enregistré une chute importante lors de ces élections de 2004. Le CSV en fut le principal vainqueur, en partie grâce à la popularité personnelle du Premier ministre Jean-Claude Juncker. En juillet 2004, le CSV choisit de former une coalition avec le Parti ouvrier socialiste luxembourgeois (LSAP). Jean Asselborn (LSAP) fut désigné vice-Premier ministre et ministre des Affaires étrangères et de l'Immigration.

## Organisation

### Mode de scrutin
| Circonscriptions    | Députés | Carte                                   |
| ------------------- | ------- | --------------------------------------- |
| Sud                 | 23      | \| Sud Est Centre Nord \|               |
| Est                 | 7       | \| Sud Est Centre Nord \|               |
| Centre              | 21      | \| Sud Est Centre Nord \|               |
| Nord                | 9       | \| Sud Est Centre Nord \|               |
|                     |         |                                         |
| Total               | 60      | Carte des circonscriptions électorales. |
| Sud Est Centre Nord |         |                                         |

Le Luxembourg est doté d'un parlement monocameral, la Chambre des députés dont les 60 membres sont élus au scrutin proportionnel plurinominal de liste avec possibilité d'un panachage et d'un vote préférentiel. La répartition des sièges est faite selon la méthode Hagenbach-Bishoff dans quatre circonscriptions plurinominales — Sud, Centre, Nord et Est — dotées respectivement de 23, 21, 9 et 7 députés. Il n'est pas fait recours à un seuil électoral.

## Résultats

### Résultats nationaux
|                        |                                                                  |           |       |      |        |               |  |  |  |  |  |  |  |  |
| Partis                 | Partis                                                           | Voix      | %     | +/-  | Sièges | +/-           |  |  |  |  |  |  |  |  |
|                        | Parti populaire chrétien-social (CSV)                            | 1 103 825 | 35,81 | 6,08 | 24     | 5             |  |  |  |  |  |  |  |  |
|                        | Parti ouvrier socialiste luxembourgeois (LSAP)                   | 784 048   | 25,43 | 1,68 | 14     | 1             |  |  |  |  |  |  |  |  |
|                        | Parti démocratique (DP)                                          | 460 601   | 14,94 | 6,65 | 10     | 5             |  |  |  |  |  |  |  |  |
|                        | Les Verts (Gréng)                                                | 355 895   | 11,55 | 2,45 | 7      | 2             |  |  |  |  |  |  |  |  |
|                        | Comité d'action pour la démocratie et des retraites justes (ADR) | 278 792   | 9,04  | 1,33 | 5      | 2             |  |  |  |  |  |  |  |  |
|                        | La Gauche (Lénk)                                                 | 62 071    | 2,01  | 1,75 | 0      | 1             |  |  |  |  |  |  |  |  |
|                        | Parti communiste luxembourgeois (KPL)                            | 35 524    | 1,15  | 1,15 | 0      | Nv.           |  |  |  |  |  |  |  |  |
|                        | Parti libre du Luxembourg (en) (FPL)                             | 1 925     | 0,06  | 0,06 | 0      | Nv.           |  |  |  |  |  |  |  |  |
| Total des voix         | Total des voix                                                   | 3 082 681 | 100   |      |        |               |  |  |  |  |  |  |  |  |
|                        |                                                                  |           |       |      |        |               |  |  |  |  |  |  |  |  |
| Votes valides          | Votes valides                                                    | 188 910   | 94,41 |      |        |               |  |  |  |  |  |  |  |  |
| Votes blancs et nuls   | Votes blancs et nuls                                             | 11 182    | 5,59  |      |        |               |  |  |  |  |  |  |  |  |
| Total                  | Total                                                            | 200 092   | 100   | -    | 60     | en stagnation |  |  |  |  |  |  |  |  |
| Abstentions            | Abstentions                                                      | 17 591    | 8,08  |      |        |               |  |  |  |  |  |  |  |  |
| Inscrits/Participation | Inscrits/Participation                                           | 217 683   | 91,92 |      |        |               |  |  |  |  |  |  |  |  |

### Résultats par circonscription
| Circonscriptions         | Circonscriptions         | Sud       | Sud       | Sud    | Sud           | Est     | Est     | Est    | Est           | Centre    | Centre    | Centre | Centre        | Nord    | Nord    | Nord   | Nord          |
| ------------------------ | ------------------------ | --------- | --------- | ------ | ------------- | ------- | ------- | ------ | ------------- | --------- | --------- | ------ | ------------- | ------- | ------- | ------ | ------------- |
|                          |                          |           |           |        |               |         |         |        |               |           |           |        |               |         |         |        |               |
| Sièges                   | Sièges                   | 23        | 23        | 23     | en stagnation | 7       | 7       | 7      | en stagnation | 21        | 21        | 21     | en stagnation | 9       | 9       | 9      | en stagnation |
|                          |                          |           |           |        |               |         |         |        |               |           |           |        |               |         |         |        |               |
|                          |                          | Nombre    | Nombre    | %      | %             | Nombre  | Nombre  | %      | %             | Nombre    | Nombre    | %      | %             | Nombre  | Nombre  | %      | %             |
| Total des voix           | Total des voix           | 1 609 111 | 1 609 111 | 100,00 | 100,00        | 167 811 | 167 811 | 100,00 | 100,00        | 1 028 202 | 1 028 202 | 100,00 | 100,00        | 277 557 | 277 557 | 100,00 | 100,00        |
| Valides                  | Valides                  | 77 491    | 77 491    | 94,26  | 94,26         | 25 024  | 25 024  | 94,91  | 94,91         | 53 556    | 53 556    | 94,44  | 94,44         | 32 839  | 32 839  | 94,36  | 94,36         |
| Blancs et nuls           | Blancs et nuls           | 4 721     | 4 721     | 5,74   | 5,74          | 1 342   | 1 342   | 5,09   | 5,09          | 3 156     | 3 156     | 5,57   | 5,57          | 1 963   | 1 963   | 5,64   | 5,64          |
| Votants                  | Votants                  | 82 212    | 82 212    | 100,00 | 100,00        | 26 366  | 26 366  | 100,00 | 100,00        | 56 712    | 56 712    | 100,00 | 100,00        | 34 802  | 34 802  | 100,00 | 100,00        |
| Abstentions              | Abstentions              | 6 873     | 6 873     | 7,72   | 7,72          | 2 222   | 2 222   | 7,77   | 7,77          | 6 387     | 6 387     | 10,12  | 10,12         | 2 109   | 2 109   | 5,71   | 5,71          |
| Inscrits / Participation | Inscrits / Participation | 89 085    | 89 085    | 92,29  | 92,29         | 28 588  | 28 588  | 92,23  | 92,23         | 63 099    | 63 099    | 89,88  | 89,88         | 36 911  | 36 911  | 94,29  | 94,29         |
|                          |                          |           |           |        |               |         |         |        |               |           |           |        |               |         |         |        |               |
| Partis                   | Partis                   | Voix      | %         | Sièges | +/−           | Voix    | %       | Sièges | +/−           | Voix      | %         | Sièges | +/−           | Voix    | %       | Sièges | +/−           |
|                          | CSV                      | 572 888   | 35,60     | 9      | 2             | 64 908  | 38,68   | 3      | en stagnation | 365 364   | 35,53     | 8      | 2             | 100 665 | 36,27   | 4      | 1             |
|                          | LSAP                     | 519 227   | 32,27     | 8      | 1             | 27 682  | 16,50   | 1      | en stagnation | 193 327   | 18,80     | 4      | en stagnation | 43 812  | 15,78   | 1      | en stagnation |
|                          | DP                       | 152 758   | 9,49      | 2      | 2             | 31 890  | 19,00   | 1      | 1             | 219 700   | 21,37     | 5      | 2             | 56 253  | 20,27   | 2      | en stagnation |
|                          | Gréng                    | 164 798   | 10,24     | 2      | en stagnation | 20 363  | 12,13   | 1      | 1             | 140 548   | 13,67     | 3      | 1             | 30 186  | 10,88   | 1      | en stagnation |
|                          | ADR                      | 135 814   | 8,44      | 2      | en stagnation | 20 754  | 12,37   | 1      | en stagnation | 81 233    | 7,90      | 1      | 1             | 40 991  | 14,77   | 1      | 1             |
|                          | Lénk                     | 36 684    | 2,28      | 0      | 1             | 2 214   | 1,32    | 0      | en stagnation | 19 448    | 1,89      | 0      | en stagnation | 3 725   | 1,34    | 0      | en stagnation |
|                          | KPL                      | 26 942    | 1,67      | 0      | Nv            |         |         |        |               | 8 582     | 0,84      | 0      | Nv            |         |         |        |               |
|                          | FPL (en)                 |           |           |        |               |         |         |        |               | 1 925     | 0,69      | 0      | Nv            |         |         |        |               |

### Composition de la Chambre des députés
| Sud | Est | Centre | Nord |
| --- | --- | --- | --- |
| 1. Jean Asselborn (LSAP) 2. Mars Di Bartolomeo (LSAP) 3. François Biltgen (CSV) 4. Alex Bodry (LSAP) 5. John Castegnaro (LSAP) 6. Lydie Err (LSAP) 7. Gast Gibéryen (ADR) 8. Marcel Glesener (CSV) 9. Henri Grethen (DP) 10. Jean-Marie Halsdorf (CSV) 11. Norbert Haupert (CSV) 12. Jean Huss (Gréng) 13. Aly Jaerling (ADR) 14. Jean-Claude Juncker (CSV) 15. Lucien Lux (LSAP) 16. Claude Meisch (DP) 17. Lydia Mutsch (LSAP) 18. Marc Spautz (CSV) 19. Nelly Stein (CSV) 20. Fred Sunnen (CSV) 21. Claude Turmes (Gréng) 22. Michel Wolter (CSV) 23. Marc Zanussi (LSAP) | 1. Fernand Boden (CSV) 2. Lucien Clement (CSV) 3. Henri Kox (Gréng) 4. Robert Mehlen (ADR) 5. Octavie Modert (CSV) 6. Jos Scheuer (LSAP) 7. Carlo Wagner (DP) | 1. Claude Adam (Gréng) 2. François Bausch (Gréng) 3. Xavier Bettel (DP) 4. Niki Bettendorf (DP) 5. Anne Brasseur (DP) 6. Ben Fayot (LSAP) 7. Colette Flesch (DP) 8. Luc Frieden (CSV) 9. Robert Goebbels (LSAP) 10. Jacques-Yves Henckes (ADR) 11. Jeannot Krecké (LSAP) 12. Marie-Thérèse Gantenbein-Koullen (CSV) 13. Viviane Loschetter (Gréng) 14. Paul-Henri Meyers (CSV) 15. Laurent Mosar (CSV) 16. Lydie Polfer (DP) 17. Jean-Louis Schiltz (CSV) 18. Erna Hennicot-Schoepges (CSV) 19. Mady Delvaux-Stehres (LSAP) 20. Lucien Thiel (CSV) 21. Claude Wiseler (CSV) | 1. Emile Calmes (DP) 2. Camille Gira (Gréng) 3. Charles Goerens (DP) 4. Marie-Josée Jacobs (CSV) 5. Ali Kaes (CSV) 6. Jean-Pierre Koepp (ADR) 7. Marco Schank (CSV) 8. Romain Schneider (LSAP) 9. Lucien Weiler (CSV) |